# Česká florbalová extraliga žen 2008/2009
Česká florbalová extraliga žen 2008/2009 byla 15. ročníkem nejvyšší ženské florbalové soutěže v Česku.
Vítězem ročníku se potřetí v řadě stal tým CON INVEST Děkanka Praha po porážce týmu TJ JM Chodov ve finále. Druhé utkání finálové série byl první český ženský florbalový zápas vysílaný živě v televizi.
Děkanka v základní části získala plný počet bodů a v play-off neprohrála žádný zápas. Svým vítězstvím si zajistila účast v Evropském poháru, kde již pod novým názvem Tigers SJM získala druhý bronz.
Proti loňskému ročníku vzrostl počet týmů na deset. Vítězky Divize I 1. ligy, VSK Medik - Ovocné Báze, se postupu do vzdaly. Zájem o účast projevily až hráčky Elite Praha, vítězky baráže o 1. ligu, které tak rovnou postoupily o dvě soutěže výše.
Žádný tým nesestoupil, protože žádný jiný tým z 1. ligy neměl zájem o postup, a týmy FBS Olomouc a TJ Sokol Brno Židenice, které měli sestoupit, měly v 1. lize své "B" týmy. Pro finanční problémy nebyl ženský tým SSK Future přihlášen do příštího ročníku.

## Základní část

### Nadstavba
V nadstavbě hrálo prvních šest týmů jednokolově každý s každým s tím, že se započítaly výsledky všech utkání ze základní části. Do play-off postoupily první čtyři týmy.
- 14. 2. 2009 17:00, Chodov – Vítkovice 2 : 5 (0:0, 1:0, 1:5)
- 14. 2. 2009 19:15, Děkanka – Liberec 4 : 2 (0:1, 1:1, 3:0)
- 15. 2. 2009 16:45, Bohemians – Future 11 : 2 (4:0, 3:1 ,4:1)
- 21. 2. 2009 17:15, Vítkovice – Děkanka 2 : 11 (0:2, 0:3, 2:6)
- 21. 2. 2009 19:00, Chodov – Bohemians 10 : 10p (3:5, 5:2, 2:3, 0:0)
- 21. 2. 2009 19:00, Liberec – Future 6 : 3 (2:1, 2:0, 2:2)
- 28. 2. 2009 14:45, Děkanka – Bohemians 5 : 3 (0:0, 1:1, 4:2)
- 28. 2. 2009 19:00, Liberec – Vítkovice 7 : 3 (2:1, 2:0, 3:2)
- 01. 3. 2009 16:00, Future – Chodov 5 : 18 (2:4, 2:6, 1:8)
- 07. 3. 2009 17:00, SSK Future – Děkanka 1 : 9 (0:1, 1:5, 0:3)
- 07. 3. 2009 19:00, Chodov – Liberec 7 : 8 (1:3, 3:3, 3:2)
- 08. 3. 2009 15:45, Bohemians – Vítkovice 6 : 3 (1:1, 2:0, 3:2)
- 14. 3. 2009 14:00, Vítkovice – Future 6 : 1 (0:1, 1:5, 0:3)
- 14. 3. 2009 20:30, Bohemians – Liberec 3 : 1 (1:1, 0:0, 2:0)
- 15. 3. 2009 16:00, Děkanka – Chodov 7 : 3 (3:0, 1:2, 3:1)

| Poř. | Tým                             | Záp. | Výh. | VP | Rem. | PP | Pro. | Branky    | Body |
| ---- | ------------------------------- | ---- | ---- | -- | ---- | -- | ---- | --------- | ---- |
| 1.   | CON INVEST Děkanka Praha        | 23   | 23   | 0  | 0    | 0  | 0    | 201 : 471 | 69   |
| 2.   | EVVA FBŠ Bohemians              | 23   | 14   | 0  | 1    | 1  | 7    | 134 : 851 | 44   |
| 3.   | TJ JM Chodov                    | 23   | 13   | 0  | 1    | 2  | 7    | 152 : 100 | 42   |
| 4.   | Prestige Management FBC Liberec | 23   | 12   | 2  | 1    | 0  | 8    | 191 : 731 | 41   |
| 5.   | 1. SC SSK WOOW Vítkovice        | 23   | 10   | 1  | 0    | 0  | 12   | 117 : 123 | 32   |
| 6.   | SSK Future                      | 23   | 7    | 1  | 1    | 0  | 14   | 173 : 132 | 24   |
| 7.   | Elite Praha                     | 18   | 6    | 0  | 1    | 1  | 10   | 170 : 981 | 20   |
| 8.   | FBC Pepino Ostrava              | 18   | 4    | 1  | 3    | 1  | 9    | 171 : 103 | 18   |
| 9.   | TJ Sokol Brno Židenice          | 18   | 3    | 0  | 1    | 1  | 13   | 151 : 114 | 11   |
| 10.  | FBS Olomouc                     | 18   | 1    | 1  | 3    | 0  | 13   | 160 : 145 | 8    |

## Vyřazovací boje

### Pavouk
|  | Semifinále (na zápasy)   | Semifinále (na zápasy) |                          |   | Finále (na zápasy) | Finále (na zápasy) |
|  |                          |                        |                          |   |                    |                    |
|  |                          |                        |                          |   |                    |                    |
|  | CON INVEST Děkanka Praha | 3                      |                          |   |                    |                    |
|  | CON INVEST Děkanka Praha | 3                      |                          |   |                    |                    |
|  | FBC Liberec              | 0                      |                          |   |                    |                    |
|  | FBC Liberec              | 0                      | CON INVEST Děkanka Praha | 3 |                    |                    |
|  |                          |                        | CON INVEST Děkanka Praha | 3 |                    |                    |
|  |                          | TJ JM Chodov           | 0                        |   |                    |                    |
|  | EVVA FBŠ Bohemians       | TJ JM Chodov           | 0                        | 0 |                    |                    |
|  | EVVA FBŠ Bohemians       |                        |                          | 0 |                    |                    |
|  | TJ JM Chodov             | 3                      |                          |   |                    |                    |

### Semifinále
CON INVEST Děkanka Praha – Prestige Management FBC Liberec 3 : 0 na zápasy – Zpráva
- 21. 3. 2009 20:20, Děkanka – Liberec 5 : 0 (1:0, 4:0, 0:0)
- 22. 3. 2009 15:40, Děkanka – Liberec 6 : 1 (1:0, 3:0, 2:1)
- 28. 3. 2009 17:00, Liberec – Děkanka 1 : 5 (0:2, 1:1, 0:2)

EVVA FBŠ Bohemians – TJ JM Chodov 0 : 3 na zápasy – Zpráva
- 21. 3. 2009 18:00, Bohemians – Chodov 5 : 6p (2:1, 2:2, 1:2, 0:1)
- 22. 3. 2009 18:20, Bohemians – Chodov 3 : 4 (0:2, 3:1, 0:1)
- 28. 3. 2009 19:30, Chodov – Bohemians 3 : 1 (0:1, 2:0, 1:0)

### Finále
CON INVEST Děkanka Praha – TJ JM Chodov 3 : 0 na zápasy – Zpráva
- 14. 4. 2009 16:00, Děkanka – Chodov 7 : 1 (1:0, 1:1, 5:0)
- 16. 4. 2009 18:00, Děkanka – Chodov 4 : 0 (0:0, 2:0, 2:0)
- 11. 4. 2009 19:00, Chodov – Děkanka 2 : 5 (0:0, 0:1, 2:4)

### Konečná tabulka
| Pořadí           | Tým                             |
| ---------------- | ------------------------------- |
| Zlatá medaile    | CON INVEST Děkanka Praha        |
| Stříbrná medaile | TJ JM Chodov                    |
| Bronzová medaile | EVVA FBŠ Bohemians              |
| 4.               | Prestige Management FBC Liberec |

## Boje o udržení
Hrály spolu 7. s 10. a 8. s 9. týmem po základní části. Vítězná družstva zůstala v Extralize a poražení sestoupily.
Elite Praha – FBS Olomouc 3 : 2 na zápasy – Zpráva
- 21. 2. 2009 18:30, Praha – Olomouc 3 : 4p (2:1, 1:1, 0:1, 0:1)
- 22. 2. 2009 16:00, Praha – Olomouc 5 : 3 (1:2, 1:0, 3:1)
- 28. 2. 2009 20:00, Olomouc – Praha 4 : 3 (1:1, 2:1, 1:1)
- 01. 3. 2009 16:00, Olomouc – Praha 3 : 5 (1:1, 0:1, 2:3)
- 07. 3. 2009 18:30, Praha – Olomouc 6 : 2 (1:0, 3:0, 2:2)

FBC Pepino Ostrava – TJ Sokol Brno Židenice 3 : 0 na zápasy – Zpráva
- 21. 2. 2009 20:00, Ostrava – Židenice 7 : 1 (1:1, 4:0, 2:0)
- 22. 2. 2009 15:30, Ostrava – Židenice 6 : 3 (1:2, 2:1, 3:0)
- 27. 2. 2009 21:00, Židenice – Ostrava 1 : 5 (0:1, 0:1, 1:3)

Z Extraligy měly sestoupit týmy Eurospolečnosti Brno Židenice a FBS Olomouc. K sestupu nakonec nedošlo, protože týmy z 1. ligy neměly o postup zájem.

## Nejužitečnější hráčky
Nejužitečnějšími hráčkami Extraligy byly zvoleny:
1. Ilona Novotná (CON INVEST Děkanka Praha)
2. Martina Čapková (SSK Future)
3. Lenka Kubíčková (1. SC SSK WOOW Vítkovice)